# Маписа-Нкакула, Носививе
Носиви́ве Мапи́са-Нкаку́ла (африк. Nosiviwe Mapisa-Nqakula; англ. Nosiviwe Mapisa-Nqakula; род. 13 ноября 1956, Кейптаун, Западно-Капская провинция) ─ государственный и политический деятель Южно-Африканской Республики. Член Национального исполнительного совета Африканского национального конгресса с 2007 года. Спикер Национальной ассамблеи Парламента Южно-Африканской Республики (19 августа 2021 - 3 апреля 2024).

## Биография
Родилась 13 ноября 1956 года в Кейптауне, Южно-Африканский Союз. Получила начальное образование в средней школе в провинции Восточный Кейп, ЮАР. Затем окончила педагогический колледж в Бенсонвале.
В 1978 году начала работать в средней школе в Бенсонвале. 
С 1979 года преподавала в педагогическом колледже св. Матфея в Кейскаммахук (Восточный Кейп). 
С 1981 по 1982 год она работала волонтёром в воскресных школах (проект Всемирной ассоциации воскресных школ), чтобы помочь учащимся из неблагополучных сообществ, получить начальное образование.
В 1982 году она была одной из основателей Ассоциации домашних работников Восточного Лондона. 
В 1982─1984 годах работала помощником директора частной Открытой школы Масазане (проект Южноафриканского института расовых отношений).
Возглавляла Комиссию, созданную для расследования дезертирства членов АНК в Управлении Верховного комиссара Организации Объединённых Наций по делам беженцев (УВКБ) в Анголе в 1984 году.
В 1984 году покинула страну и прошла военную подготовку в Анголе и Советском Союзе. В 1985 году она служила в политических и военных структурах Советского Союза. Работала с военно-политическими структурами АНК с 1986 по 1988 год.
С 1988 по 1990 год она представляла Женскую секцию АНК в Панафриканской женской организации, в 1989 году она присутствовала на региональном семинаре по вопросам эмансипации женщин в Лусаке.
Работала в различных структурах АНК: была национальным организатором, генеральным секретарём, президентом Женской лиги и членом её Национального исполнительного комитета АНК с 1993 по 1997 год.
В 2001 году она занимала должность заместителя председателя Политического комитета АНК. С с 2003 по 2008 год ─ президент Лиги женщин Африканского национального конгресса.
С 6 мая 2002 по 28 апреля 2004 года занимала должность заместителя министра внутренних дел.
С 29 апреля 2004 по 10 мая 2009 года ─ министр внутренних дел. 
С 11 мая 2009 по 12 июня 2012 года ─ министр исправительных учреждений Южно-Африканской Республики.
В 2012—2013 годах, а также с 26 мая 2014 по 5 августа 2021 года была министром обороны и по делам ветеранов вооружённых сил Южно-Африканской Республики.
19 августа 2021 года избрана спикером нижней палаты парламента ЮАР ─ Национальной ассамблеи. За неё проголосовали 199 (67%) депутатов.
В марте 2024 года резиденция Маписы-Нкакулы в Йоханнесбурге подверглась обыску со стороны полиции в рамках судебного расследования и обвинений в коррупции. Она обвиняется в том, что во время пребывания на посту министра обороны в 2012─2021 годах получила миллионы рандов наличными в качестве взяток от поставщика услуг..

## Семья
Супруг — Чарльз Нкакула, министр внутренних дел (2001—2002), министр безопасности (2002—2008) и министр обороны (2008—2009) ЮАР. Имеют четверо детей.